# Władysław Wolski (1889–1968)
Władysław Wolski  (ur. 12 maja 1889 w Sosnowcu, zm. 25 listopada 1968) – polski działacz państwowy i piłkarski, w latach 1949–1950 prezydent Dąbrowy Górniczej.

## Życiorys
Był jednym z założycieli RKS Zagłębie Dąbrowa Górnicza, doprowadził do otwarcia stadionu klubu w Dąbrowie Górniczej przy ul. Legionów. W 1930 założyciel dąbrowskiego oddziału Polskiego Towarzystwa Tatrzańskiego. Od stycznia 1939 do 1945 prezes Okręgu Zagłębiowskiego Piłki Nożnej. W 1945 należał do założycieli lokalnej Polskiej Partii Socjalistycznej, został wiceprzewodniczącym jej Komitetu Miejskiego. W 1945 w ramach porozumienia z  PPR otrzymał fotel wiceprezydenta miasta. Następnie w latach 1946–1949 kierował miejscowym urzędem stanu cywilnego Od czerwca 1949 do 3 czerwca 1950 pełnił funkcję prezydenta Dąbrowy Górniczej (następnie zlikwidowano to stanowisko, zastępując je fotelem przewodniczącego prezydium Miejskiej Rady Narodowej).
Został pochowany na cmentarzu w Dąbrowie Górniczej.